# باميلا مارتن
باميلا مارتن (بالإنجليزية: Pamela Sue Martin)‏ (و. 1953 – م) هي ممثلة، وعارضة، وممثلة تلفزيونية، من الولايات المتحدة الأمريكية، ولدت في هارتفورد، كونيتيكت.

## وصلات خارجية
- باميلا مارتن على موقع IMDb (الإنجليزية)
- باميلا مارتن على موقع روتن توميتوز (الإنجليزية)
- باميلا مارتن على موقع ألو سيني (الفرنسية)
- باميلا مارتن على موقع أول موفي (الإنجليزية)
- باميلا مارتن على موقع قاعدة بيانات الأفلام السويدية (السويدية)
- باميلا مارتن على موقع إن إن دي بي (الإنجليزية)
- باميلا مارتن على موقع قاعدة بيانات الفيلم (الإنجليزية)
- باميلا مارتن على موقع كينوبويسك (الروسية)